# 雅各布·罗赫芬
雅各布·罗赫芬（荷蘭語：Jacob Roggeveen；1659年2月1日—1729年1月31日）是一位荷兰探险家，他组织了旨在寻找未知的南方大陆的远航，却意外在1722年发现了复活节岛，成為首位有紀錄的發現者。復活節島位於智利首都聖地亞哥以西3700公里，大溪地以東4000公里的太平洋上，由於遺世孤島的特質，也被稱為「地球的肚臍」，在 1995 年被聯合國教科文組織列為世界文化遺產，在 2007 年被列入新世界七大奇景，600 多尊充滿神祕的巨型石像，也成為吸引各國的觀光客和考古學家探訪的原因。在这次远航中，他还和自己的兄弟扬·罗赫芬一起发现了博拉博拉岛和莫皮蒂岛。

## 生平
罗赫芬生于荷兰共和国泽兰省的首府米德尔堡。雅各布·罗赫芬的父亲阿伦德·罗赫芬（Arend Roggeveen）是位数学家，通晓天文、地理、修辞学、哲学和航海理论。它研究未知的南方大陆多年，并于1671年前后取得了远航探索的许可，但由于1671年的饥荒，这一计划搁浅。
1683年3月30日罗赫芬成为米德尔堡当地的公证人。1690年8月12日从哈尔德韦克大学获得法学博士学位。后与玛丽亚·玛哈丽塔·文森齐厄斯（Marija Margaerita Vincentius）结婚，1694年妻子去世。1706年他加入荷兰东印度公司，1707年到1714年间在荷兰东印度的巴达维亚（今雅加达）担任法官理事会议长，并在当地和安娜·阿德里亚娜·克莱门特（Anna Adriana Clement）结婚，但她很快就去世了。1714年罗赫芬独自回到米德尔堡。
1718年，罗赫芬出版小册子《世界偶像的毁灭》来支持自由主义传道者蓬蒂安·范哈特姆（Pontiaan van Hattem），卷入了宗教纷争。城市理事会查禁了并烧毁了这本书。罗赫芬被迫从米德尔堡跑到附近的弗莱星（今弗雷星根）避难，之后他到阿訥默伊登小镇定居，继续出版了这部作品的第二和第三部分，又引起了争议。

## 远航

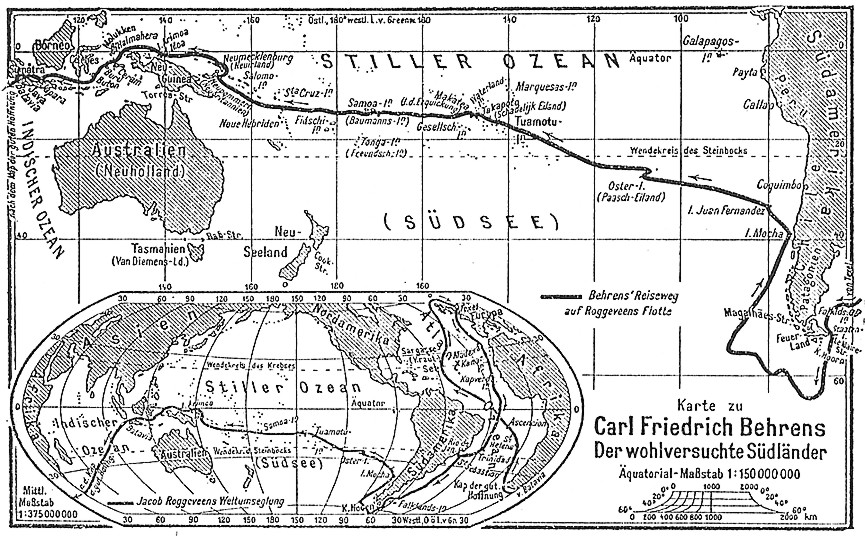
罗赫芬远航路线图

1721年8月1日，六十二岁的雅各布·罗赫芬开始了自己的远航，他担负着荷兰西印度公司的寻找未知南方大陆的任务。船队有三只船，分别名叫阿伦德（Arend）、廷霍芬（Thienhoven）和非洲哈莱（Afrikaansche Galey）。
罗赫芬首先抵达福克兰群岛，向南穿过勒梅爾海峽之后在南纬六十度线附近进入太平洋。之后向北航行，他在智利的瓦尔迪维亚登陆。2月24日到3月17日他在胡安·費爾南德斯群島停留。
在1722年的复活节（4月5日），罗赫芬发现了一个小岛，将其命名为复活节岛，并记载下在岛上看到了两三千居民。之后他经由土阿莫土群岛、社会群岛和萨摩亚，于1722年9月末到达雅加达。他在雅加达被捕，被控破坏了荷属东印度公司的垄断政策。直到11月，荷属东印度公司才释放了他并赔偿他和船员的损失，但他的原始航海记录却遗失了，直到1838年才重见天日。1723年7月他回到尼德兰，后出版了《世界偶像的毁灭》的第四部分。